# L'Homme à l'épée
L'Homme à l'épée est  une peinture de tauromachie de Pablo Picasso, la plus connue d'une série de tableaux qui portent le titre l'Homme à l'épée, et qui ont été réalisés entre 1969 et 1970.

## Contexte
De 1969 à 1971, Picasso réalise un nombre impressionnant de tableaux représentant le matador. Toutes ses toiles portent approximativement le même titre  selon les séries. La série Torero compte environ douze toiles. Répertoriés par Rafael Alberti en  1974, les tableaux intitulés L'homme à l'épée reviennent sous cinq formes de 1970-1971, avec des variantes : Personnage à l'oiseau (trois fois), Personnage aux oiseaux, L'Homme assis. Tous ces personnages sont en costume de torero. Tous ont l'allure d'autoportrait.
Maire-Laure Bernadac observe que « … contrairement aux autres peintres traditionnels de corrida, Picasso n'avait jusqu'alors jamais représenté le torero, c'est-à-dire l'homme-artiste, mais presque exclusivement les animaux (cheval, taureaux, le plus souvent blessés ou grimaçants). Vers la fin de sa vie, il se consacre pourtant à la figure de celui qui risque réellement sa vie et donne la mort. »
Selon la même analyse, s'il privilégie cette figure du torero que André Malraux qualifiait de figure de tarot, c'est parce que l'affrontement avec la mort, le combat qu'il mène dans ses dernières années, l'incite à représenter cette forme de héros que représente le matador.

## Description
Le tableau est caractéristique de la période finale de Picasso, il a été exposé au Palais des Papes d'Avignon en 1970 et 1973, avec tout l'ensemble des toreros, personnages à l'épée, hommes à l'épée, à l'oiseau, homme assis, matador.
« Tous sont des formes schématiques grossièrement dessinées, des signes graphiques élémentaires, une matière picturale épaisse et travaillée, (…) un "non-finito" délibéré.(…)Vers la fin de sa vie, Picasso retrouve son hispanité avec ces personnages baroques et flamboyants, héritiers de Vélasquez et de Goya. »

## Picasso torero
« Torero depuis sa naissance, Picasso n'a jamais cessé de combattre, de livrer sa corrida ininterrompue dans l'arène immense de ses toiles vierges.(…) Pendant les dernières années de sa vie, il n'a cessé de fréquenter ses monstres (…) et l'on peut penser à juste titre qu'il s'en est allé en laissant cette perpétuelle vision de tortures, de supplices, de terreur, de pinne, de raillerie, de larmes, de malheur, de dérision(…) l'image épouvantable de ce siècle qui a vu deux terribles guerres mondiales, des crimes, des génocides, des violences, des guerres coloniales de rapine et de tant d'agonies qu'elles ont laissé l'empreinte de leur immense souffrance sur le visage de l'homme. »